# Parinda
Parinda é um filme de drama indiano de 1989 dirigido e escrito por Vidhu Vinod Chopra. Foi selecionado como representante da Índia à edição do Oscar 1990, organizada pela Academia de Artes e Ciências Cinematográficas.

## Elenco
- Jackie Shroff - Kishan
- Nana Patekar - Anna
- Anil Kapoor - Karan
- Madhuri Dixit - Paro
- Anupam Kher - Inspector Prakash
- Suresh Oberoi - Abdul
- Tom Alter - Musa
- Anang Desai - Inspector Mirani
- Kamal Chopra - Rama Reddy